# Ондзюку

35°11′30″ пн. ш. 140°20′55″ сх. д. / 35.19167° пн. ш. 140.34861° сх. д.
Ондзю́ку (яп. 御宿町, おんじゅくまち, МФА: [ond͡ʑuku mat͡ɕi̥]) — містечко в Японії, в повіті Ісумі префектури Тіба. Станом на 1 жовтня 2008 площа містечка становила 24,92 км². Станом на 1 січня 2009 населення містечка становило 7771 осіб.